# Жуков, Роман Ванифатьевич
Рома́н Ванифа́тьевич Жу́ков (8 ноября 1924 — 24 августа 1994) — участник Великой Отечественной и Советско-японской войн, стрелок-снайпер 1-го стрелкового батальона 241-го гвардейского стрелкового полка 75-й гвардейской стрелковой дивизии 30-го стрелкового корпуса 60-й армии Центрального фронта, гвардии сержант, Герой Советского Союза (1943), позднее — гвардии капитан.

## Биография
Р. В. Жуков родился в 1924 году в деревне Строково Ярославской губернии. Прошёл обучение в начальной школе и школе фабрично-заводского обучения. Незадолго до начала Великой Отечественной войны работал ткачом на льнокомбинат в городе Гаврилов-Ям.
В феврале 1942 года призван в ряды Красной Армии и направлен на военную подготовку. С апреля 1943 года на фронте, стрелок-снайпер 1-го стрелкового батальона 241го гвардейского стрелкового полка 75-й гвардейской стрелковой дивизии.
Гвардии сержант Р. В. Жуков особо отличился при форсировании реки Днепр севернее Киева, в боях при захвате и удержании плацдарма в районе сел Глебовка и Ясногородка (Вышгородский район Киевской области) на правом берегу Днепра осенью 1943 года. В наградном листе командир 212-го гвардейского стрелкового полка 75-й гвардейской стрелковой дивизии гвардии подполковник Н. П. Бударин написал
:

23.9.43 года в числе передовой группы под огнём противника форсировал реку Днепр и старое его русло перешёл вброд. Полураздетый вступил в бой по отбитию контратаки немцев и закрепился на правом берегу. В обороне действовал снайпером, повседневно выдвигаясь вперёд боевых порядков пехоты. Своим метким огнём уничтожает противника, главным образом командование. За короткий промежуток уничтожил 37 гитлеровцев.
27.9.43 года вооружившись гранатами подполз к станковому пулемёту противника, который особенно мешал продвижению нашей пехоты и вместе с расчётом уничтожил его.
Будучи всё время впереди боевых порядков ведёт непрерывное наблюдение и нередко бывает в разведке. Свои ценные наблюдения передаёт командованию о местонахождении и количестве противника.

Указом Президиума Верховного Совета СССР от 17 октября 1943 года за успешное форсирование реки Днепр севернее Киева, прочное закрепление плацдарма на западном берегу реки Днепр и проявленные при этом отвагу и геройство гвардии сержанту Жукову Роману Монефонтьевичу присвоено звание Героя Советского Союза с вручением ордена Ленина и медали «Золотая Звезда».
В 1944 году был направлен на учёбу в Пермское пехотное училище, в феврале 1945 года, по окончании училища, Жукову было присвоено воинское звание лейтенант. Для прохождения дальнейшей службы он был направлен на Дальний Восток, где участвовал в боях на фронтах Советско-японской войны.
С 1956 года капитан Жуков уволен в запас. Вернулся на родину, жил в городе Гаврилов-Ям, работал на льнокомбинате. В 1962 году был избран председателем городского комитета ДОСААФ, затем был начальником штаба Гражданской обороны Гаврилов-Ямского района.
Умер 24 августа 1994 года.

## Награды
- Медаль «Золотая Звезда» № 1556 Героя Советского Союза (17 октября 1943 года).
- Орден Ленина.
- Орден Отечественной войны I степени.
- Орден Красной Звезды.
- Медали, в том числе:
  - медаль «За победу над Германией в Великой Отечественной войне 1941—1945 гг.»;
  - юбилейная медаль «Двадцать лет Победы в Великой Отечественной войне 1941—1945 гг.»;
  - юбилейная медаль «Тридцать лет Победы в Великой Отечественной войне 1941—1945 гг.»;
  - юбилейная медаль «Сорок лет Победы в Великой Отечественной войне 1941—1945 гг.».

## Память
- Похоронен на городском кладбище города Гаврилов-Ям, на могиле Героя установлен памятник.
- В учебном центре Сухопутных войск Вооружённых сил Украины «Десна» установлен бюст Героя.